# Coupe des clubs champions africains 1968
Navigation
Édition précédente Édition suivante
La Coupe des clubs champions africains 1968 est la quatrième édition de la Coupe des clubs champions africains. Vingt formations, championnes de leur pays, sont engagées dans la compétition.
C'est la formation congolaise du TP Englebert, tenante du titre, qui remporte à nouveau le trophée après avoir battu en finale les Togolais de l'Étoile Filante de Lomé. C'est le second titre continental du club tandis que l'Étoile Filante devient le premier club togolais à atteindre la finale de la compétition.

## Tour préliminaire
| Équipe 1         | Résultat | Équipe 2                    | Aller | Retour |
| ---------------- | -------- | --------------------------- | ----- | ------ |
| Étoile du Congo  | -        | Mighty Blackpool FC forfait | -     | -      |
| FAR Rabat        | -        | Augustinians FC forfait     | -     | -      |
| Somali Police FC | -        | Cosmopolitans FC forfait    | -     | -      |
| Secteur 6        | 2-4      | US Ouagadougou              | 1 - 1 | 1 - 3  |

## Premier tour
| Équipe 1                    | Résultat | Équipe 2               | Aller | Retour |
| --------------------------- | -------- | ---------------------- | ----- | ------ |
| Abaluhya United             | 4 - 2    | Saint-George SA        | 1 - 1 | 3 - 1  |
| disqualifié Africa Sports   | 6 - 4    | TP Englebert           | 2 - 0 | 4 - 4  |
| Étoile du Congo             | 4 - 6    | Oryx Douala            | 1 - 2 | 3 - 4  |
| FAR Rabat                   | 3 - 0    | Foyer France           | 2 - 0 | 1 - 0  |
| disqualifié Mighty Barrolle | -        | Conakry II             | 1 - 2 | -      |
| Somali Police FC            | 2 - 4    | Al-Mourada SC          | 1 - 1 | 1 - 3  |
| Stationery Stores           | 4t - 4   | Mysterious Dwarfs      | 3 - 2 | 1 - 2  |
| US Ouagadougou              | 1 - 6    | Étoile Filante de Lomé | 1 - 4 | 0 - 2  |

## Quarts de finale
| Équipe 1               | Résultat | Équipe 2           | Aller | Retour |
| ---------------------- | -------- | ------------------ | ----- | ------ |
| Abaluhya United        | 4 - 3    | Al-Mourada SC      | 3 - 0 | 1 - 3  |
| TP Englebert           | 5 - 0    | Oryx Douala        | 3 - 0 | 2 - 0  |
| FAR Rabat              | 2t - 2   | Stationery Stores  | 1 - 0 | 1 - 2  |
| Étoile Filante de Lomé | -        | Conakry II forfait | 3 - 0 | -      |

## Demi-finales
| Équipe 1        | Résultat | Équipe 2               | Aller | Retour |
| --------------- | -------- | ---------------------- | ----- | ------ |
| Abaluhya United | 2 - 4    | Étoile Filante de Lomé | 2 - 0 | 0 - 4  |
| TP Englebert    | 4 - 2    | FAR Rabat              | 1 - 1 | 3 - 1  |

 Source : Afrique Asie du lundi 23 janvier 1978 page 34 .

## Finale
| 16 mars 1969 | TP Englebert                    | 5 - 0 | Étoile Filante de Lomé | Stade Frédéric-Kibasa-Maliba, Kinshasa |
|              | Kalala , , , Tshinabu , Kalonzo |       |                        |                                        |

| 30 mars 1969 | Étoile Filante de Lomé    | 4 - 1 | TP Englebert | Stade Général Eyadema, Lomé |  |
|              | Kaolo , · Ananou , Arisco |       | Kalonzo      |                             |  |

| Coupe des clubs champions africains Vainqueur 1968 |
| -------------------------------------------------- |
| TP Englebert Deuxième titre                        |